# Отворено првенство Ченаја у тенису 2007.
Отворено првенство Ченаја у тенису 2007 (познат и под називом Chennai Open 2007) је био тениски турнир који је припадао АТП Интернационалној серији у сезони 2007. Турнир се играо на тврдој подлози. То је било 12. издање турнира који се одржао у Ченају у Индији на СДАТ тениском стадиону  од 1. јануара 2007. — 8. јануара 2007. 
Гзавје Малис је ове године постао једини играч који је исте године освојио турнир у Ченају и у појединачној конкуренцији и у конкуренцији парова.

## Носиоци
| Држава | Играч             | Позиција1 | Носилац |
| ------ | ----------------- | --------- | ------- |
| ШПА    | Рафаел Надал      | 2         | 1       |
| АРГ    | Давид Налбандијан | 8         | 2       |
| БЕЛ    | Гзавје Малис      | 37        | 3       |
| ФРА    | Жилијен Бенето    | 40        | 4       |
| ШПА    | Карлос Моја       | 43        | 5       |
| ФРА    | Фабрис Санторо    | 52        | 6       |
| ТАЈ    | Парадорн Сричапан | 53        | 7       |
| ФРА    | Никола Маи        | 66        | 8       |

- 1 Позиције од 1. јануара 2007.

### Други учесници
Следећи играчи су добили специјалну позивницу за учешће у појединачној конкуренцији:
- Каран Растоги
- Бартоломе Салва-Видал
- Пракаш Амритраж

Следећи играчи су ушли на турнир кроз квалификације:
- Константинос Економидис
- Давид Шкох
- Сантијаго Хиралдо
- Симоне Болели

### Одустајања
- Давид Шкох (друго коло)

## Носиоци у конкуренцији парова
| Држава | Играч           | Држава | Играч         | Позиција1 | Носиоци |
| ------ | --------------- | ------ | ------------- | --------- | ------- |
| ЧЕШ    | Леош Фридл      | НЕМ    | Михаел Колман | 56        | 1       |
| СВК    | Михал Мертињак  | ЧЕШ    | Петр Пала     | 77        | 2       |
| ЈАФ    | Џеф Кутзи       | ХОЛ    | Рогир Васен   | 100       | 3       |
| АУТ    | Александер Пеја | НЕМ    | Бјерн Пхау    | 115       | 4       |

- 1 Позиције од 1. јануара 2007.

### Други учесници
Следећи играчи су добили специјалну позивницу за учешће у конкуренцији парова:
- Ашутош Синг/  Вишал Упал
- Рафаел Надал/  Бартоломе Салва-Видал

Као алтернатива су у главни жреб конкуренције парова ушли:
- Сончат Ративатана/  Парадорн Сричапан

### Повлачења
- Фабрис Санторо (повреда леђа)

## Шампиони

### Појединачно
Гзавје Малис је победио  Штефана Коубека са 6–1, 6–3.
- Малису је то била прва (од две) титуле у сезони и друга (од три) у каријери у појединачној конкуренцији.

### Парови
- Гзавје Малис /  Дик Норман су победили  Рафаел Надала /  Салва-Видала са 7–6(7–4), 7–6(7–4).
- Малису је то била прва (од две) титуле у сезони и трећа (од девет) у каријери у појединачној конкуренцији.
- Норману је то била једина титула те сезоне и прва (од четири) у каријери у појединачној конкуренцији.